# Batería de zinc-bromuro
La batería de zinc-bromuro es una batería de flujo híbrida.  Una solución de bromuro de cinc (ZnBr2) se almacena en dos tanques. Cuando la batería está cargada o descargada, las soluciones (electrolitos) se bombean a través de una pila de reactor y de nuevo vuelven a los tanques.  Un tanque se utiliza para almacenar el electrolito para las reacciones del electrodo positivo y otro para el negativo.  Las baterías de bromo zinc de diferentes fabricantes tienen densidades de energía que van desde 34,4 hasta 54 W · h/kg.
El electrolito, predominantemente acuoso, se compone de sal de bromuro de zinc disuelta en agua.  Durante la carga, el zinc metálico se dirige desde la solución electrolítica hacia las superficies de los electrodos negativos en las pilas de células, recubriéndolos. El bromuro se convierte en bromo en la superficie del electrodo positivo y se almacena en una fase orgánica segura, químicamente compleja, en el depósito de electrolito.  Cada pila de celdas de polietileno de alta densidad (HDPE) tiene hasta 60 electrodos plásticos, bipolares entre un par de bloques finales de ánodo y cátodo. 
La batería de zinc-bromo puede ser considerada como una máquina de galvanoplastia.  Durante la carga, el zinc es electrodepositado sobre electrodos conductores, mientras que al mismo tiempo se forma bromo.  En la descarga se produce el proceso inverso, el zinc metálico chapado (plateado) en los electrodos negativos,  se disuelve en el electrolito y está disponible para ser plateado de nuevo en el siguiente ciclo de carga.  Puede dejarse totalmente descargada indefinidamente sin sufrir daños.